# Tommy Douglas
Thomas Clement "Tommy" Douglas (20. října 1904 – 24. února 1986) byl kanadský sociálnědemokratický politik skotského původu a sedmý premiér kanadské provincie Saskatchewan (v letech 1944-1961).
Jeho vláda v Saskatchewanu byla historicky první sociálnědemokratickou vládou v Severní Americe a vytvořila také první severoamerický systém veřejného zdravotnictví. Po odchodu z premiérské funkce v Saskatchewanu založil federální socialistickou stranu New Democratic Party (Nouveau Parti démocratique), jíž vedl v letech 1961-1971, a s níž se mu ovšem nikdy nepodařilo vstoupit do kanadské vlády. Byl hlavním odpůrcem výjimečného stavu (War Measures Act) během tzv. Říjnové krize roku 1970, který vyhlásil premiér Pierre Trudeau v reakci na útoky québeckých separatistů. Jakožto největší osobnost kanadské sociálnědemokratické politické tradice byl Douglas roku 2004 v anketě CBS zvolen největším Kanaďanem všech dob a alespoň posmrtně tak porazil svého velkého liberálního rivala z krize roku 1970 Pierra Trudeaua, který skončil třetí. Ke zvláštním otázkám jeho života patřila magisterská práce v oboru sociologie, kterou obhájil roku 1933, v níž hájil eugeniku a doporučoval sterilizaci "duševně vadných". Později se Douglas k této otázce nerad vyjadřoval a v jeho systému veřejné zdravotní péče byla psychicky nemocným naopak poskytována zdarma psychoterapeutická péče.